# 棉苞飞蓬
棉苞飞蓬（学名：Erigeron eriocalyx）为菊科飞蓬属的植物。分布在欧洲、俄罗斯以及中国大陆的新疆、内蒙古等地，生长于海拔2,400米至2,600米的地区，一般生长在高山以及亚高山草地，目前尚未由人工引种栽培。